# Karangsentul
Karangsentul is een bestuurslaag in het regentschap Purbalingga van de provincie Midden-Java, Indonesië. Karangsentul telt 2363 inwoners (volkstelling 2010).